# Australian football
Australian football (ook wel bekend als Australian rules football, Aussie rules of Footy) is een teamsport die wordt gespeeld door twee teams van achttien spelers op cricketvelden (ovals), of velden van vergelijkbare omvang  met een 450-500 gram zware elliptische lederen bal, met een omtrek van 720-730mm x 545-555mm. Het spel onderscheidt zich van andere vormen van voetbal door de relatief snelle balcirculatie (deels door het ontbreken van buitenspelregels) en het toekennen van een vrije trap voor elke goede vangbal over 15 meter of meer: een mark. De sport lijkt voor een leek op een rugbyvariant door de vorm van de bal, maar heeft geheel andere regels, vorm van het veld (elliptisch) en spelverloop.
Hoewel de sport vooral in Australië veel beoefenaren kent, wordt ook in landen als Nieuw-Zeeland, Ierland, Verenigd Koninkrijk, Denemarken, de Verenigde Staten, Canada, Duitsland, Nederland, Filipijnen en Japan Aussie Rules gespeeld waar het ook wel bekendstaat als Rugby Football.

## Geschiedenis
Australisch voetbal ontleent zijn bestaansrecht aan het rugby en aan het Gaelic football en werd oorspronkelijk louter 's winters gespeeld als off season training voor cricketspelers. Australisch voetbal ontstond in 1858 met de oprichting van de Melbourne Football Club; de officiële regels werden in 1866 geopenbaard. In 1896 werd de Victorian Football League (nu Australian Football League) opgericht en verspreidde het spel zich over het Australisch continent. De zogenaamde Grand Final markeert het einde van het jaarlijks kampioenschap. Naast de Grand Final strijdt men tevens om de Ansett Cup, het zomerkampioenschap.

## Spelregels

### Algemeen

Het speelveld, dimensies: lange as kan 135-185m lang zijn en de korte as kan 110-155m wijd zijn.

Aussie rules wordt gespeeld op een elliptisch veld, een veld van hetzelfde type om cricket op te spelen. Het veld heeft aan beide zijden vier doelpalen. Vanuit het verste punt worden twee 50 meterlijnen getrokken en het midden heeft een vierkant met zijden van 50 meter. Het spel wordt gespeeld door twee teams met achttien man op het veld en vier vervangers (noot: dit kan verschillen van league en voor vriendschappelijke wedstrijden). De vervangers mogen vrij gebruikt worden om ongelimiteerd te wisselen. Een speler die bloedt mag niet langer op het veld staan en moet direct gewisseld worden, deze mag het veld weer op als de bloeding behandeld is door de teamdokter en gestopt.
Vroeger was het zo dat men meestal in zes lijnen van drie man over het veld verdeeld stond met een "dikkere" bezetting bij het midden. Tegenwoordig wordt dit nog gedaan, enkel lopen de meeste spelers niet meer zo vast op hun positie en volgen meer de bal of proberen gaten op te vullen van andere spelers.
Het spel wordt gespeeld in vier kwarten en afhankelijk van de league kan een kwart 15 tot 25 minuten duren. (In AFL zijn kwarten 20 minuten) Het spel wordt stilgelegd zodra de bal niet meer "in play" is. Dit is wanneer de bal over de zijlijn gaat, goals, de scheidsrechter de bal opeist omwille van spelsituaties die leiden tot "scheidsrechtersbal", of de scheidsrechter het spel stillegt voor bijvoorbeeld blessures. De exacte speeltijd per kwart van b.v. de AFL (20 minuten), kan door het stilleggen van het spel en het daarmee gepaard gaande stopzetten van de klok oplopen, zodat de kwarten doorgaans een totale duur hebben tussen 27 en 34 minuten.

### Scoren
De bedoeling van het spel is om de elliptische bal tussen de doelpalen te schoppen. Een bal die tussen de middelste doelpalen gaat wordt gezien als een "goal" en telt voor zes punten. Een bal die tussen een doelpaal en een zijpaal gaat wordt gezien als een "behind" en telt voor één punt. Een bal die de doelpalen raakt wordt beschouwd als een "behind". Een verdedigend team in balbezit mag beslissen zelf tussen hun eigen doelpalen te lopen met de bal om het ander team een "rushed behind" toe te kennen, dit is om in gevaarlijke situaties een goal te voorkomen.
Sinds het begin van het seizoen 2008-2009 is deze "rushed behind" nog slechts toegestaan als de betreffende verdediger zwaar onder druk staat. Is dit niet het geval en hij besluit desondanks de met de bal (footy) tussen de doelpalen door te lopen of de footy tussen de palen door te spelen, dan kan een umpire beslissen het andere team een free kick te geven, zodat alsnog de kans bestaat dat een voetballer de goal die hij wilde voorkomen tegen krijgt.
Een wedstrijd wordt beslist op het totaal van punten alleen. In geval van gelijkstand wordt dus niet gekeken of een team meer goals gescoord heeft dan een ander team.
Er kan ook gescoord worden met een handball maar dit levert altijd slechts een behind op. Als de bal door een tegenspeler nog aangeraakt wordt voordat hij de doellijn voorbijgaat dan heeft de tegenpartij de goal gestopt om er een behind van te maken.
De scores worden als volgt genoteerd:
Brisbane Lions 17.10 (112) def. Sydney Swans 13.17 (95)
Het eerste getal heeft het aantal goals weer, het tweede getal geeft het aantal behinds weer. Wat tussen haakjes staat is de score. Tijdens de wedstrijd wordt meestal de volgende formule gebruikt:
Brisbane Lions met (by) 17
Dit omdat het belangrijker is te weten hoeveel punten het andere team moet inlopen.                                                

### Spelverloop
De strategie van het spel is in balbezit te komen en de bal vooruit te brengen naar de goals toe. De bal vooruitbrengen kan op drie verschillende manieren:
- Lopen: met de bal mag gelopen worden zolang iedere 15 meter de bal de grond raakt. Deze actie heet een "bounce". Als dit niet gedaan wordt, wordt een free kick gegeven aan het andere team.
- Schoppen: de bal mag geschopt worden in iedere richting. Als de bal rechtstreeks gevangen wordt, dus zonder een ander speler te raken of de grond, dan wordt een "mark" toegekend. Dit resulteert ook in een free kick vanop de plaats waar de mark gemaakt werd. (Noot: ook tegenstanders kunnen de mark maken). Na het maken van zo'n MARK, mag de speler niet meer aangevallen (tackle, duwen) worden. In een dergelijk geval kan een scheidsrechter besluiten tot het toe kennen van een 50 meter penalty. De speler mag dan 50 meter dichter bij zijn doel de free kick nemen.
- Handball: de bal kan enkel via de handen gespeeld worden als die gehandballed wordt. Dit is met je vuist de bal in de gewenste richting slaan. Een speler in de lucht mag de bal wel "wegtossen" met een openhand. Dit zijn de enige manieren om een bal via de handen door te geven. Wederom wordt een free kick gegeven als de bal anders doorgegeven wordt.

Als een mark gemaakt wordt heeft de speler vrij keuze in wat hij doet om het spel verder te spelen, hij mag opnieuw schoppen en proberen een mark te maken naar een medespeler, mag beginnen te lopen, mag een handbal geven, ... Zijn initiële actie (de schop, de handbal, de eerste meter lopen) mag niet gehinderd worden door een tegenspeler. Een speler die een mark krijgt moet aangeven of hij de mark wil door MARK te roepen, hij kan dus in feite kiezen direct het spel verder te spelen. De scheidsrechter geeft aan of een speler zijn mark kan opeisen door middel van een fluitsignaal.

### Tackelen
Tackelen mag normaal enkel op de speler die de bal heeft, je mag ook tackelen op spelers die willen tackelen op je medespeler die de bal heeft. De tackle moet gebeuren boven de knieën en onder de schouders. In de rug aanvallen op een speler mag enkel door hem achteruit te trekken, duwen in de rug is dus niet toegestaan. Een free kick wordt toegekend voor foutieve tackels. Aussie Rules staat er om gekend de grenzen van deze regel te "onderzoeken". Zo is het heel normaal, en door een scheidsrechter toegestaan, dat twee spelers die een lange bal kunnen vangen elkaar proberen weg te duwen met hun schouders om zo de bal zonder problemen te vangen. Andere regels tijdens tackelen houden in dat er niet aan de truitjes getrokken mag worden en enkel armen en schouders gebruikt kunnen worden om een tackle uit te voeren.
Een uitzondering op bovenstaande regel is dat spelers een "specky" mogen uitvoeren. Een specky is het vangen van mark door het gebruik van andere spelers als "lanceringsplatform". Je mag in principe je dus afduwen op een andere speler om de bal uit de lucht te plukken. Een specky kan niet worden uitgevoerd met behulp van handen, je kan dus niet omhoog getild worden door een medespeler of je afzetten met je handen om hoogte te winnen. Deze actie is gevaarlijk omwille van de niet-geweten reactie van de onderstaande speler, toch worden ze af en toe uitgevoerd en zijn erg geliefd om hun spectaculaire waarde. Specky komt dan ook van het woord spectacular. Ieder jaar gaat er een prijs uit voor de spectaculairste specky van het seizoen.
Als je getackeld wordt moet je direct de bal loslaten. Als de bal bijgehouden wordt met opzet gaat er een free kick naar de tegenpartij. Als de tackle zo hard aankomt dat de speler de bal moet lossen omwille van de impact, vervalt de handbalregel en mag iedere speler vrij de bal oprapen. Bij een goede tackle waarbij de bal niet direct speelbaar wordt omdat hij onder iemand ligt, gaat de bal naar de scheidsrechter die de bal bounced en er weer om gestreden kan worden.

## De spelers en scheidsrechters
Het spelerstenue bestaat uit een mouwloos hemd (met nummer), een korte broek en sokken in teamkleuren. Als bescherming is alleen mond- en scheenbescherming en lichte hoofdbescherming (geen helm) toegestaan. De achttien spelers staan opgesteld in vijf linies: een achterlinie, half-achterlinie, middenlinie, half-voorlinie en voorlinie. Elke speler mag zich vrijelijk over het gehele veld bewegen, maar heeft uit strategisch oogpunt een vaste positie. De zogenaamde rover en twee volgers blijven te allen tijde in de nabijheid van de bal.
De verschillende posities (van achteren naar voren) zijn:
- Fullback (1). De fullback is de centrale achterspeler. Zijn taken zijn het veroveren van de bal en het opzetten van de aanval.
- Back pockets (2). De back pockets zijn de vleugelverdedigers en spelen in dezelfde (achter)linie als de fullback en ondersteunen deze in zijn taken.
- Halfbacks (3). De halfbacks bevinden zich tussen de achterlinie en de middenlinie en veroveren de bal in hun gebied en spelen de bal naar de center en de vleugelspelers.
- Rover (1)
- Volgers (2)
- Center (1). De center is de centrale middenvelder en vormt de schakel tussen verdediging en aanval. Deze positie wordt ingenomen door een speler die over een groot tactisch inzicht en spelvernuft beschikt.
- Vleugelspelers (2). De vleugelspelers spelen in dezelfde (midden)linie als de center, vormen diens aanspeelpunt en dragen zorg voor het doorspelen van de bal in de aanvalszone. De vleugelspelers hebben met name aanvallende taken.
- Half-forwards (3). De half-forwards spelen tussen de middenlinie en de voorste linie en vallen de bal aan, pogen te scoren en houden de bal binnen het aanvalsgebied.
- Forward pockets (2). De forward pockets spelen in de voorste linie en ondersteunen de full-forward in zijn taken.
- Full-forward (1). De full-forward is de centrale speler in de voorste linie en moet de bal in het aanvalsgebied veroveren en goals of behinds scoren.

Naast de achttien veldspelers per team, zijn er drie veldscheidsrechters en twee doelscheidsrechters (de lijnrechters, welke beslissen of een score een goal of een behind is).
De scheidsrechters genieten bescherming. Spelers mogen de scheidsrechters niet aanraken, ook niet per ongeluk, of hun afkeuring laten blijken over een beslissing. Hier kan de betreffende scheidsrechter op reageren door een free kick, een 50 meter penalty of een combinatie daarvan. Een Tribunal geeft in de week volgende op de wedstrijd doorgaans ook nog een geldboete die kan oplopen tot duizenden dollars. Dit kan ook gebeuren als de scheidsrechter heeft besloten het lichaamscontact door de vingers te zien.

## Australian Football in Nederland
Sinds 2005 wordt Australisch voetbal ook beoefend in Nederland. AFL Netherlands heeft op dit moment twee actieve teams: de Amsterdam Devils en Delft Blues. In het verleden waren de Utrecht Saints, Eindhoven Eagles en de Den Haag Ooievaars ook actief. De Devils bestaan uit verschillende nationaliteiten waaronder Australiërs, Britten en Nederlanders, trainen doordeweeks en op zaterdagen in Amsterdam.
In Amsterdam wordt jaarlijks het Europees Kampioenschap voor clubs georganiseerd, de Champions League genaamd. De kampioen van elke nationale competitie in Europa plaatst zich voor dit toernooi. 
Daarnaast wordt jaarlijks door AFL Europe op een wisselende locatie het Europees Kampioenschap voor landen georganiseerd, de Euro Cup. Het Nederlands team, bijgenaamd de Flying Dutchmen, nemen hier jaarlijks aan deel, met als beste resultaat de afgelopen jaren een zesde plaats in 2017 in Bordeaux.